# Nicolas Huber
Nicolas Huber (Zúrich, 14 de enero de 1995) es un deportista suizo que compite en snowboard, especialista en las pruebas de slopestyle y big air.
Ganó dos medallas en el Campeonato Mundial de Snowboard, en los años 2017 y 2023.

## Medallero internacional
| Campeonato Mundial | Campeonato Mundial     | Campeonato Mundial | Campeonato Mundial |
| Año                | Lugar                  | Medalla            | Prueba             |
| ------------------ | ---------------------- | ------------------ | ------------------ |
| 2017               | Sierra Nevada (España) | Medalla de plata   | Slopestyle         |
| 2023               | Bakuriani (Georgia)    | Medalla de bronce  | Big air            |